# Chrysocyma nosera
Chrysocyma nosera är en fjärilsart som beskrevs av Erich Martin Hering 1926. Chrysocyma nosera ingår i släktet Chrysocyma och familjen tofsspinnare. Inga underarter finns listade i Catalogue of Life.